# Bernardino Grimaldi
Bernardino Grimaldi ou Bernardino Francesco Faustino Giovita Grimaldi, né le 15 février 1839 à Catanzaro et mort le 16 mars 1897 à Rome, est un homme politique italien. Il a été élu 7 fois député au Parlement italien, et a également été ministre de l'Agriculture, de l'Industrie et du Commerce, ainsi que ministre du Trésor et ministre des Finances du royaume d'Italie.

## Famille
Bernardino Grimaldi nait le 15 février 1839 à Catanzaro. Il est le fils de l'archéologue et économiste Luigi Grimaldi (lui-même fils de Bernardino Grimaldi et Barbara De Nobili, ce qui en fait par ailleurs un cousin de Filippo De Nobili) et de la noble Beatrice Marincola Pistoia (aussi orthographié Pistoja). Son père, professeur de droit, est Secrétaire à vie de la Société économique de la Calabre ultérieure, ainsi que l'auteur de plusieurs ouvrages sur l'état économique de la province de Catanzaro.
Les Grimaldi de Calabre, dont fait partie Bernardino, descendraient des Grimaldi de Monaco et seraient arrivés en Italie du Sud dans la première moitié du XIVe siècle. Ils occupent de nombreuses charges, dont celle d'ambassadeur, et obtiennent de nombreux privilèges dont des fiefs et le droit, donné par l'empereur Charles Quint, de porter sur leur blason une aigle impériale couronnée, comme celle qui se trouve sur l'actuel blason de la ville de Catanzaro.

## Biographie

### Naissance

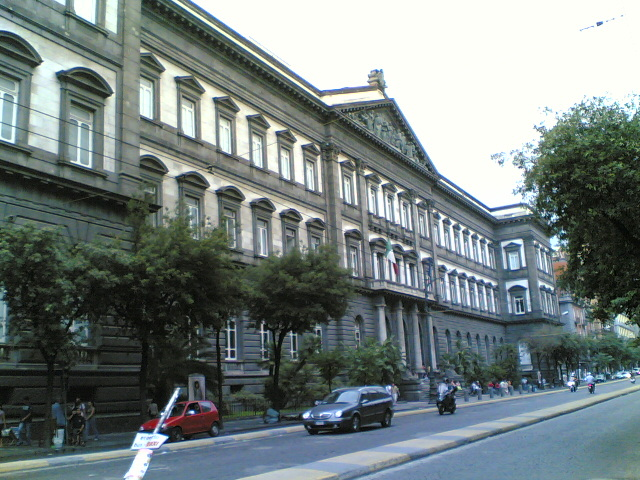
L'université de Naples - Frédéric-II.

Bernardino Francesco Faustino Giovita Grimaldi nait le 15 février 1839 à Catanzaro. Son père a alors 29 ans et sa mère 25. Il est baptisé le 17 février par le curé de la paroisse San Giovanni de Catanzaro.

### Études et professorat
Bernardino Grimaldi étudie au Collège des Scolopi, dans sa ville natale, puis à l'École universitaire royale de Catanzaro où il obtient un diplôme en droit (le diplôme de Patrocinatore plus exactement). Il part ensuite à la faculté de Jurisprudence de l'université de Naples - Frédéric-II où il devient avocat en obtenant son diplôme de jurisprudence en 1863.
Il se consacre ensuite de 1865 à 1876 à l'enseignement du droit constitutionnel et civil à l'école universitaire « Pasquale Galluppi » de Catanzaro, tout en continuant à exercer son métier d'avocat. Peu de temps après, il est nommé Président de l'Association constitutionnelle de la ville de Catanzaro et il est élu conseiller municipal,.

### Carrière politique

#### Député italien
En 1876, il est élu député de la XIIIe législature du royaume d'Italie pour le Collège électoral de Catanzaro grâce au soutien du comité de la gauche fondé à Naples par Giovanni Nicotera, alors ministre de l'Intérieur. Il prend alors le poste de Leonardo Larussa (1832-1900), ex-maire de Catanzaro et lui aussi membre de la gauche historique, par 766 voix contre 576. Pendant cette période, il rencontre de nombreuses personnalités tournant autour du Parlement italien dont Ferdinando Petruccelli della Gattina, considéré comme un des précurseurs du journalisme moderne,.
Il est réélu député du Parlement italien à 6 reprises : 
- en 1880 dans le cadre de la XIVe législature du royaume d'Italie ;
- en 1882 dans le cadre de la XVe législature du royaume d'Italie ;
- en 1886 dans le cadre de la XVIe législature du royaume d'Italie ;
- en 1890 dans le cadre de la XVIIe législature du royaume d'Italie ;
- en 1892 dans le cadre de la XVIIIe législature du royaume d'Italie ;
- en 1895 dans le cadre de la XIXe législature du royaume d'Italie, poste qu'il occupera jusqu'en 1897 en ayant ainsi été élu 7 fois député en 11 ans[1].

Du 1er avril 1878 au 22 décembre 1878, il est secrétaire général du ministère des Travaux publics en collaborant avec le ministre Alfredo Baccarini (1826-1890) pour la préparation de la loi sur le réseau des voies ferrées italiennes. Au début des années 1880, il s'éloigne de plus en plus son ancien allié Giovanni Nicotera, sans que cela ne nuise à sa carrière politique.

#### Ministre du Royaume

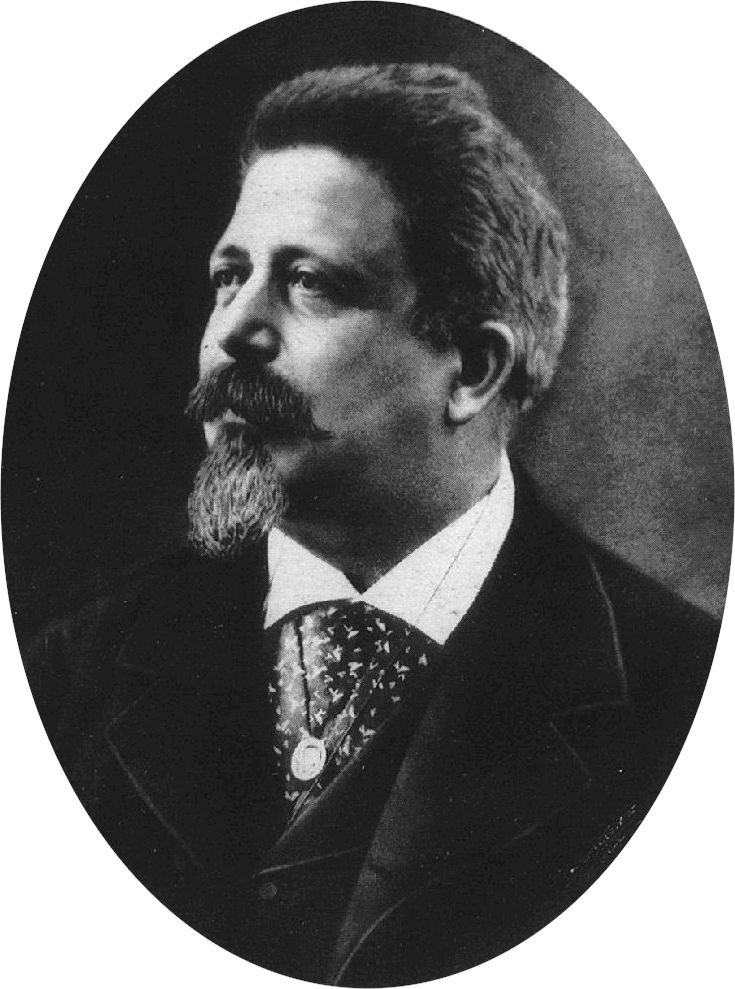
Benedetto Cairoli.

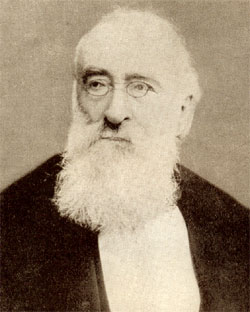
Agostino Depretis.

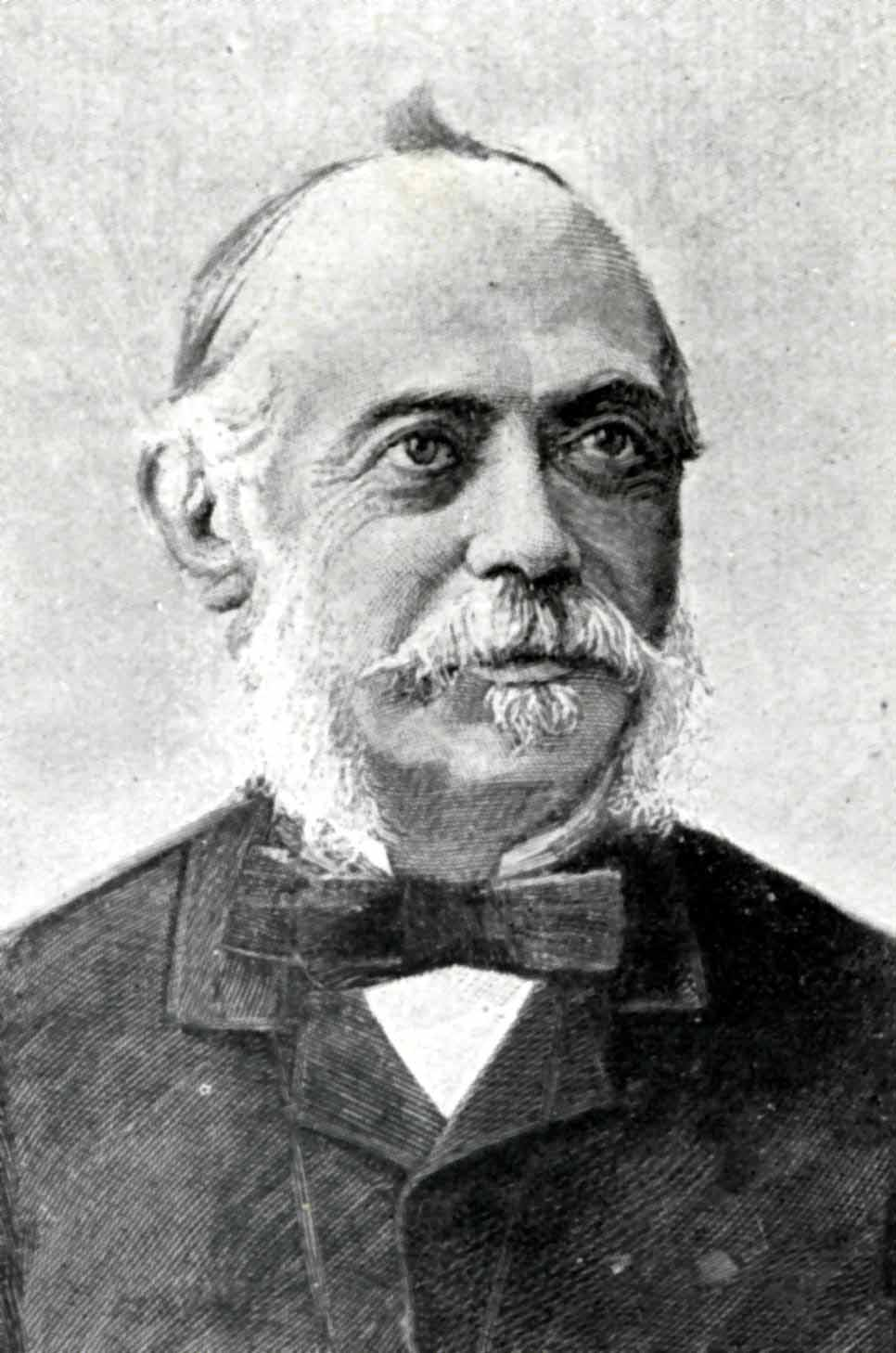
Stefano Jacini.

Le 14 juillet 1879, à l'âge de 40 ans, Bernardino Grimaldi obtient la double charge de ministre du Trésor et de ministre des Finances du royaume d'Italie sous le gouvernement Cairoli II (durant la XIIIe législature du royaume d'Italie). Il succède et précède ainsi au ministre Agostino Magliani (1824-1891). Son mandat s'avère finalement particulièrement difficile, car il a lieu au moment du vote, proposé par Quintino Sella, de la loi sur la taxe sur le moulage du grain et des céréales qui touche particulièrement les pauvres, mais représente également une des principales recettes économiques du pays. En effet, le président du conseil Benedetto Cairoli aurait voulu l'abolir pour contenter les électeurs, mais Grimaldi s'y oppose en affirmant que la disparition de cette taxe aurait causé l'apparition de nouvelles augmentations d'impôts. Le 25 novembre 1879, après 134 jours, le gouvernement Cairoli II tombe et Grimaldi est démis de ses fonctions ministérielles,.
La même année, en 1879, il appuie auprès du Parlement italien le projet de construction de 6 000 kilomètres de nouvelles voies ferrées à travers le royaume d'Italie qui sera réalisé au début des années 1880. En 1888, il soutient une seconde loi pour accélérer les travaux sur la partie des chemins de fer situés entre Eboli et Reggio de Calabre.
Le 30 mars 1884, pendant le gouvernement Depretis VI (la XVe législature du royaume d'Italie), il devient ministre de l'Agriculture, de l'Industrie et du Commerce du royaume d'Italie par demande d'Agostino Depretis et pour remplacer Domenico Berti (1820-1897), charge qu'il garde jusqu'au 29 juillet 1887 après avoir été réélu le 29 juin 1885 dans le cadre de la constitution du gouvernement Depretis VII et le 4 août 1887 pour le gouvernement Depretis VIII (la XVIe législature du royaume d'Italie).
En 1886, il fait voter la norme pour la reconnaissance juridique des sociétés de secours mutuel en Italie, la loi contre l'exploitation du travail des femmes et des enfants ainsi que la reconnaissance des dangers du travail pour les ouvriers, ce qui fait qu'il fut considéré dès lors comme d'extrême gauche. Grimaldi travaille aussi à l'amélioration des conditions de travail des agriculteurs de l'Italie du Sud en appuyant notamment l'enquête de l'économiste et futur ministre Stefano Jacini et une loi sur les crédits agricoles.
Le 29 juillet 1887, date de mort du président du conseil Agostino Depretis, Francesco Crispi, membre de la gauche historique arrive au pouvoir. Bernardino Grimaldi conserve ainsi la charge de ministre de l'Agriculture, de l'Industrie et du Commerce du royaume d'Italie sous le gouvernement Crispi I (toujours la XVIe législature du royaume d'Italie) qu'il gardera jusqu'au 28 décembre 1888 lorsqu'il devient ministre des Finances. Il garde ensuite ce ministère jusqu'au 9 mars 1889.
Il devient ministre du Trésor et conjointement ministre des Finances le 9 décembre 1890, pendant le gouvernement Crispi II de la XVIe législature du royaume d'Italie. Il conservera ces deux charges jusqu'au 6 février 1891.
Pendant le gouvernement Giolitti I, Bernardino Grimaldi est nommé ministre du Trésor le 15 mai 1892, charge qu'il garde jusqu'au 15 décembre 1893. Il est également ministre des Finances du royaume du 7 juillet 1892 au 23 mai 1893. Sa dernière expérience ministérielle est une des plus difficiles, car elle coïncide avec l'éclatement du Scandale de la Banca Romana. Il doit donc s'impliquer fortement pour le vote de nouvelles réformes sur la réglementation du système bancaire italien pour essayer de redresser la situation. En effet, Bernardo Tanlongo, le directeur de la Banca Romana, ainsi qu'Achille Fazzari, une des principales personnalités touchées par le scandale, était ami avec Grimaldi, ce qui entache le ministre. Son image est compromise, même après qu'il a quitté le gouvernement, à tel point qu'il s'attire les foudres de l'ancien président du conseil Domenico Farini.
Grimaldi est réélu député pour la dernière fois en 1895, durant la XIXe législature du royaume d'Italie, et laissera cette charge en 1897, atteint par une grave maladie le rendant aphone. Il décède à Rome le 16 mars 1897.

## Hommages
Le nom de Bernardino Grimaldi a été donné à de nombreuses rues et places, dont la principale est la Piazza Grimaldi, dans le centre historique de Catanzaro. Celle-ci se trouve au croisement entre le corso Mazzini (axe nord-sud de la ville), la via G. Jannoni (sur laquelle se trouve la mairie de la ville) et la via A. Menniti Ippolito. Elle portait anciennement le nom de Piazza Mercanti.
On trouve également un vico Bernardino Grimaldi à Ceglie Messapica, dans les Pouilles, et une via Bernardino Grimaldi à Noto, dans la Province de Syracuse en Sicile.